# Lordiphosa piliferous
Lordiphosa piliferous är en tvåvingeart som beskrevs av Quan och Zhang 2003. Lordiphosa piliferous ingår i släktet Lordiphosa och familjen daggflugor. Inga underarter finns listade i Catalogue of Life.